# Pseudoclathrosphaerina spiralis
Pseudoclathrosphaerina spiralis är en svampart som beskrevs av J.A. Cooper 2005. Pseudoclathrosphaerina spiralis ingår i släktet Pseudoclathrosphaerina, divisionen sporsäcksvampar och riket svampar.   Inga underarter finns listade i Catalogue of Life.